# Мар'янівка (Хорошівська селищна громада)
Мар'я́нівка (колишня назва Суховільська Мар'янівка) — село в Україні, у Житомирському районі Житомирської області. Входить до складу Хорошівської селищної громади. Населення становить 91 особу.

## Географія
Географічні координати: 50°39' пн. ш. 28°19' сх. д. Часовий пояс — UTC+2. Загальна площа села — 0,8 км².
Мар'янівка розташована в межах природно-географічного краю Полісся і за 14 км від центру громади — міста Хорошів. Найближча залізнична станція — Нова Борова, за 33 км. Поблизу села протікає річка Іршиця.

## Історія
Населений пункт було засновано в 1900 році.
На мапі 1911—1912 років поселення позначене як колонія Мар'янівка з 77 дворами.
У 1932–1933 роках село постраждало від Голодомору. За свідченнями очевидців кількість померлих склала щонайменше 5 осіб, імена яких встановлено.

## Населення
За даними перепису 2001 року населення села становило 91 особу, з них усі 100 % зазначили рідною українську мову.